# 殺し屋チャーリーと6人の悪党
『殺し屋チャーリーと6人の悪党』（ころしやチャーリーとろくにんのあくとう、Kill Me Three Times）は、2014年のアメリカ合衆国・オーストラリア合作のブラック・コメディスリラー映画。2014年度のトロント国際映画祭に出品された。
日本では「カリテ・ファンタスティック!シネマ・コレクション2015」の中の一作として2015年5月17日から限定公開された。

## ストーリー
海沿いの町イーグルズ・ネスト。そこでバーを経営しているアリスは、夫であり共同経営者でもあるジャックの暴力に耐えかね、ディランという青年との浮気に走っていた。だが、それを知ったジャックは激しく怒り、殺し屋であるチャーリー・ウルフにアリスの殺害を依頼するのだった。一方その頃、ジャックの妹ルーシーとその夫で歯科医のネイサンは、ギャンブルで作った多額の借金を前に頭を抱えていた。そこで彼らが思いついたのが、兄嫁であるアリスをルーシーに見せかけて殺害し、ルーシーに掛けた生命保険で借金を帳消しにすることだった。しかし、その計画を悪徳警官のブルースに知られてしまったことで、ネイサンは手に入れた金の半分を渡すようブルースから脅しを受けてしまうのだった。一人の殺し屋と六人の悪党、それぞれの思惑は交差し合い、それぞれの命を奪う大騒動に発展する。

## キャスト
※括弧内は日本語吹替
- チャーリー・ウルフ - サイモン・ペッグ（横島亘）
- アリス・テイラー - アリシー・ブラガ（ちふゆ）
- ルーシー・ウェッブ - テリーサ・パーマー（弓場沙織）
- ネイサン・ウェッブ - サリバン・ステイプルトン（志村知幸）
- ディラン・スミス - ルーク・ヘムズワース（遠藤航）
- ジャック・ウェッブ - カラン・マルヴェイ（赤坂柾之）
- ブルース・ジョーンズ - ブライアン・ブラウン（さかき孝輔）